# Zonopterus corbetti
Zonopterus corbetti là một loài bọ cánh cứng trong họ Cerambycidae.